# Torrträsket
Torrträsket är en sjö i Vindelns kommun i Västerbotten och ingår i Sävaråns huvudavrinningsområde. Sjön har en area på 0,883 kvadratkilometer och ligger 246,1 meter över havet. Torrträsket ligger i Sävarån Natura 2000-område. Sjön avvattnas av vattendraget Sävarån (Lossmenån).

## Delavrinningsområde
Torrträsket ingår i det delavrinningsområde (716166-169260) som SMHI kallar för Utloppet av Torrträsket. Medelhöjden är 254 meter över havet och ytan är 2,86 kvadratkilometer. Räknas de 37 avrinningsområdena uppströms in blir den ackumulerade arean 215 kvadratkilometer. Avrinningsområdets utflöde Sävarån (Lossmenån) mynnar i havet. Avrinningsområdet består mestadels av skog (59 procent). Avrinningsområdet har 0,88 kvadratkilometer vattenytor vilket ger det en sjöprocent på 30,9 procent.